# Gruppen Nationernes og Frihedens Europa
Gruppen Nationernes og Frihedens Europa (engelsk: Europe of Nations and Freedom Group, ENF-gruppen) er den mest højreorienterede gruppe i Europa-Parlamentet. Parlamentsgruppen blev dannet den 16. juni 2015. Gruppen kan betragtes som en efterfølger for parlamentsgruppen Identity, Tradition, Sovereignty, der eksisterede kortvarigt i 2007.

## Oprettet i 2015
Gruppen Nationernes og Frihedens Europa blev dannet af Vlaams Belang fra Belgien, Front national pour l'unité française fra Frankrig, Lega Nord fra Italien, Frihedspartiet fra Holland Det nye Højres Kongres fra Polen og Frihedspartiet fra Østrig samt en løsgænger, der oprindeligt var blevet valgt for det britiske uafhængighedsparti.
Ved sin oprettelse havde gruppen ingen medlemmer fra Rumænien og Bulgarien, men en rumænsk løsgænger tilsluttede sig i juli 2015.